# تپه یونجالو
تپه یونجالو مربوط به هزاره اول قبل از میلاد است و در شهرستان نمین، بخش آبی بیگلو، دهستان حور واقع شده و این اثر در تاریخ ۱۲ بهمن ۱۳۸۱ با شمارهٔ ثبت ۷۳۹۸ به‌عنوان یکی از آثار ملی ایران به ثبت رسیده است.